# Dumfries i Galloway
Dumfries i Galloway (en anglès Dumfries and Galloway, en gaèlic escocès Dùn Phris agus an Gall-Ghaidhealaibh, en scots Dumfries an Gallowa) és una de les 32 council areas o subdivisions administratives d'Escòcia. Es va crear el 1975 mitjançant la unió de la regió històrica de Galloway (antics comtats de Wigtown i Kirkcudbright) i del comtat de Dumfries (o Dumfriesshire).
Té una superfície de 6.426 km² i una població de 148.600 habitants (2008). La capital és Dumfries.
Limita al nord amb les divisions administratives de South Ayrshire, East Ayrshire i North Lanarkshire, a l'est amb els Borders i al sud amb el comtat anglès de Cúmbria. Pel que fa a fronteres naturals, té al nord el fiord de Solway i a l'est el mar d'Irlanda.

## Pobles
- Bentpath
- Chapelknowe